# Euphorbia latericolor
Euphorbia latericolor är en törelväxtart som beskrevs av Townshend Stith Brandegee. Euphorbia latericolor ingår i släktet törlar, och familjen törelväxter. Inga underarter finns listade i Catalogue of Life.